# Rochepaule
Rochepaule est une commune française, située dans le département de l'Ardèche en région Auvergne-Rhône-Alpes.

## Géographie

### Situation et description
Adhérente à la communauté de communes Val'Eyrieux dont le siège est situé au Cheylard, la petite commune de Rochepaule présente un aspect essentiellement rural, à l'instar de ses voisines dans un environnement de moyenne et basses montagnes.

### Communes limitrophes
Rochepaule est limitrophe de sept communes, toutes situées dans le département de l'Ardèche à l'exception de Saint-Bonnet-le-Froid (Haute-Loire). Elles sont réparties géographiquement de la manière suivante :
Une enclave de la commune de Saint-André-en-Vivarais se trouve entre les communes de Rochepaule, Saint-Bonnet-le-Froid et Saint-Pierre-sur-Doux.

### Climat
Pour des articles plus généraux, voir Climat d'Auvergne-Rhône-Alpes et Climat de l'Ardèche.
En 2010, le climat de la commune est de type climat de montagne, selon une étude du CNRS s'appuyant sur une série de données couvrant la période 1971-2000. En 2020, Météo-France publie une typologie des climats de la France métropolitaine dans laquelle la commune est exposée à un climat de montagne ou de marges de montagne et est dans la région climatique Sud-est du Massif Central, caractérisée par une pluviométrie annuelle de 1 000 à 1 500 mm, minimale en été, maximale en automne.
Pour la période 1971-2000, la température annuelle moyenne est de 9,3 °C, avec une amplitude thermique annuelle de 16,4 °C. Le cumul annuel moyen de précipitations est de 1 168 mm, avec 9,6 jours de précipitations en janvier et 6,3 jours en juillet. Pour la période 1991-2020, la température moyenne annuelle observée sur la station météorologique de Météo-France la plus proche, sur la commune de Lalouvesc à 8 km à vol d'oiseau, est de 8,3 °C et le cumul annuel moyen de précipitations est de 1 064,8 mm,. Pour l'avenir, les paramètres climatiques de la commune estimés pour 2050 selon différents scénarios d'émission de gaz à effet de serre sont consultables sur un site dédié publié par Météo-France en novembre 2022.

### Hydrographie
Le territoire communal est traversé par le Doux, un affluent du Rhône en rive droite et qui prend sa source sur la commune de Saint-Bonnet-le-Froid.

### Voies de communication
Avant le XIXe siècle, la circulation à Rochepaule pouvait se faire qu’en empruntant des sentiers, étroits et escarpés, ils étaient accessibles aux mulets mais les chars ne pouvaient pas circuler. Ainsi les habitants vivaient en autarcie car il était difficile de rejoindre les autres villages.  Au XVIIe siècle, de grands travaux pour restaurer les chemins furent entrepris dans le pays. Mais les guerres extérieures tels que la Révolution et celle du Premier Empire, ralentissent le processus de reconstruction. Malgré la politique de restauration, les grands travaux entrepris se faisaient principalement autour des grandes villes importantes laissant les villages isolés du reste du territoire. La construction des routes modernes arrivent dans le village qu’à la fin du XIXe siècle. Une première route qui reliait Rochepaule au village de Lalouvesc celle-ci permettait de rejoindre Annonay. Le périple pouvait se poursuivre puisque d’Annonay il était possible de rejoindre la Vallée du Rhône, ainsi qu’aller à Lyon ou Valence. La deuxième route qui a permis de désenclaver Rochepaule au cours du XIXe siècle était la départementale 314. En passant par Saint-André-en-Vivarais  il était possible de rejoindre Le Puy et La Chaise-Dieu. Ces routes vont permettre d’ouvrir Rochepaule vers l’extérieur ainsi que de pouvoir circuler facilement et librement.

## Urbanisme

### Typologie
Au 1er janvier 2024, Rochepaule est catégorisée commune rurale à habitat très dispersé, selon la nouvelle grille communale de densité à 7 niveaux définie par l'Insee en 2022.
Elle est située hors unité urbaine et hors attraction des villes,.

### Occupation des sols
L'occupation des sols de la commune, telle qu'elle ressort de la base de données européenne d’occupation biophysique des sols Corine Land Cover (CLC), est marquée par l'importance des forêts et milieux semi-naturels (81,5 % en 2018), une proportion sensiblement équivalente à celle de 1990 (80,7 %). La répartition détaillée en 2018 est la suivante : forêts (77,1 %), prairies (13,1 %), zones agricoles hétérogènes (5,4 %), milieux à végétation arbustive et/ou herbacée (4,4 %).
L'évolution de l’occupation des sols de la commune et de ses infrastructures peut être observée sur les différentes représentations cartographiques du territoire : la carte de Cassini (XVIIIe siècle), la carte d'état-major (1820-1866) et les cartes ou photos aériennes de l'IGN pour la période actuelle (1950 à aujourd'hui).

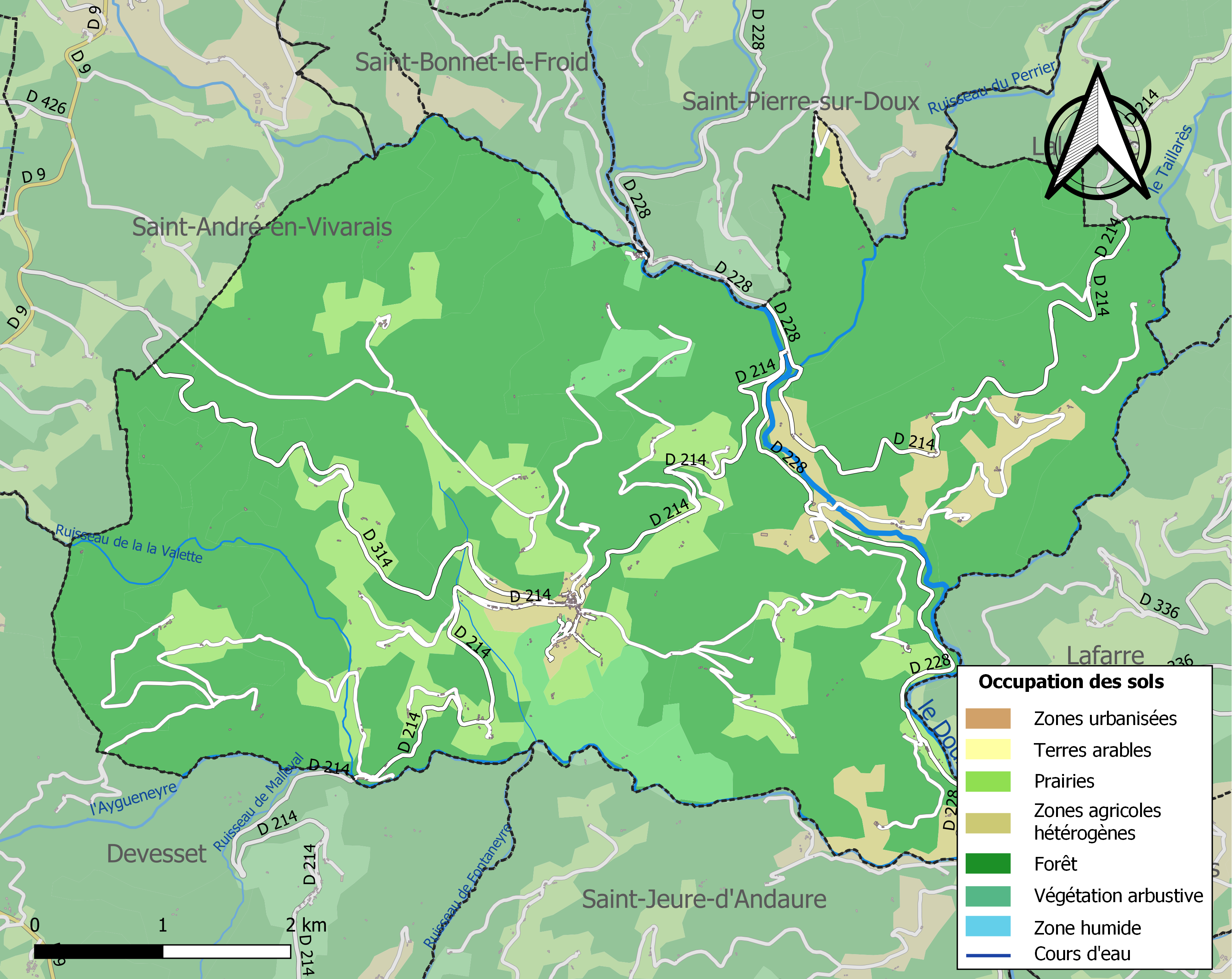
Carte des infrastructures et de l'occupation des sols de la commune en 2018 (CLC).

### Risques naturels

#### Risques sismiques
L'ensemble du territoire de la commune de Rochepaule est situé en zone de sismicité no 2 (sur une échelle de 5), comme la plupart des communes situées sur le plateau et la montagne ardéchoise, mais relativement proche de zone de sismicité no 3, située dans la partie orientale du département de l'Ardèche.
| Type de zone | Niveau           | Définitions (bâtiment à risque normal) |
| ------------ | ---------------- | -------------------------------------- |
| Zone 2       | Sismicité faible | accélération = 1,1 m/s2                |

## Histoire

### Désertification
Après la seconde guerre mondiale, les petits villages français comme celui de Rochepaule, voient leur nombre d’habitants diminuer pour se diriger vers les villes industrielles. En effet, la France, pays essentiellement agricole devient une nation industrielle après la guerre. A cette période, Rochepaule connaît le phénomène de «la désertification des campagnes». Pour ralentir ce mouvement de désertification, la commune de Rochepaule et le maire Alphonse Grand mettent en place de nombreux travaux d’aménagements. Notamment la modernisation des équipements communaux, l’amélioration des chemins existants, le désenclavement des fermes les plus éloignées ou encore l’installation d’eau sur l'évier. Ces aménagements permettent l’amélioration des conditions de vies des habitants mais pour autant les recensements continus à être en déclins. La majorité des départs étant liée par le même point commun, trouver une vie plus confortable et plus aisée dans les usines de la Vallée du Rhône.

### Implantation de la Semelle moderne
Dans les années 50, avant d’occuper le poste de maire, Alphonse Grand vendait du bois pour les mines de charbon de Saint-Étienne et pour l’usine la Semelle Moderne à Roman sur Isère en Drome.  L’usine avait des difficultés de trésoreries car il lui manquait du personnel. Au contraire à Rochepaule les agriculteurs manquaient de travail. Ainsi Monsieur Grand pris l’initiative de proposer un arrangement avec le directeur de la Semelle Moderne. Le projet était de délocaliser l’entreprise de Roman sur Isère pour l’installer dans le village de Rochepaule, ce qui lui permettrait de relancer son économie.  Le projet connaît des difficultés avant d’être complètement aboutit et installé. En 1958, l’usine ouvre enfin ses portes dans la commune de Rochepaule, assuré par la direction provisoire de monsieur Grand avant que son fils André lui succède.   L’entreprise fut un succès, la clientèle basé à Roman s’ouvre à des plus grands marchés dans toute la France.  Puis les semelles seront exportées hors des frontières françaises dans les années 90 notamment en Espagne et au Portugal. ,.

## Politique et administration

### Liste des maires
| Période                                  | Période                   | Identité           | Étiquette | Qualité                    |
| ---------------------------------------- | ------------------------- | ------------------ | --------- | -------------------------- |
| Les données manquantes sont à compléter. |                           |                    |           |                            |
| mars 2001                                | mars 2008                 | André Bergeron     |           |                            |
| mars 2008                                | En cours (au 6 août 2020) | Jean-Marie Foutry, | SE        | Retraité de l'enseignement |

## Population et société

### Démographie
L'évolution du nombre d'habitants est connue à travers les recensements de la population effectués dans la commune depuis 1793. Pour les communes de moins de 10 000 habitants, une enquête de recensement portant sur toute la population est réalisée tous les cinq ans, les populations de référence des années intermédiaires étant quant à elles estimées par interpolation ou extrapolation. Pour la commune, le premier recensement exhaustif entrant dans le cadre du nouveau dispositif a été réalisé en 2004.

En 2022, la commune comptait 238 habitants, en évolution de −11,19 % par rapport à 2016 (Ardèche : +2,48 %, France hors Mayotte : +2,11 %).
| 1793  | 1800  | 1806  | 1821  | 1831  | 1836  | 1841  | 1846  | 1851  |
| ----- | ----- | ----- | ----- | ----- | ----- | ----- | ----- | ----- |
| 1 650 | 1 378 | 1 672 | 1 764 | 1 543 | 1 619 | 1 753 | 1 929 | 1 768 |

| 1856  | 1861  | 1866  | 1872  | 1876  | 1881  | 1886  | 1891  | 1896  |
| ----- | ----- | ----- | ----- | ----- | ----- | ----- | ----- | ----- |
| 1 694 | 1 810 | 1 874 | 1 847 | 1 937 | 1 979 | 2 012 | 2 108 | 2 009 |

| 1901  | 1906  | 1911  | 1921  | 1926  | 1931  | 1936  | 1946  | 1954 |
| ----- | ----- | ----- | ----- | ----- | ----- | ----- | ----- | ---- |
| 1 887 | 1 894 | 1 759 | 1 499 | 1 377 | 1 306 | 1 284 | 1 045 | 784  |

| 1962 | 1968 | 1975 | 1982 | 1990 | 1999 | 2004 | 2006 | 2009 |
| ---- | ---- | ---- | ---- | ---- | ---- | ---- | ---- | ---- |
| 709  | 589  | 480  | 464  | 404  | 341  | 316  | 308  | 290  |

| 2014 | 2019 | 2022 | - | - | - | - | - | - |
| ---- | ---- | ---- | - | - | - | - | - | - |
| 270  | 242  | 238  | - | - | - | - | - | - |

### Enseignement
La commune est rattachée à l'académie de Grenoble.

### Médias
Deux organes de presse écrite de niveau régional sont distribués dans la commune :
- L'Hebdo de l'Ardèche, journal hebdomadaire français basé à Valence et diffusé à Privas depuis 1999. Il couvre l'actualité pour tout le département de l'Ardèche ;
- Le Dauphiné libéré, journal quotidien de la presse écrite française régionale distribué dans la plupart des départements de l'ancienne région Rhône-Alpes, notamment l'Ardèche. La commune est située dans la zone d'édition du Nord-Ardèche (Annonay - Le Cheylard).

### Cultes
La communauté catholique et l'église de Rochepaule (propriété de la commune) sont rattachées à la paroisse Saint Agrève en Vivarais qui compte huit autres communes. Cette paroisse dont le presytère (maison paroissiale) est située dans la commune de Saint-Agrève est, elle même, rattachée au diocèse de Viviers.

## Culture et patrimoine

### Lieux et monuments

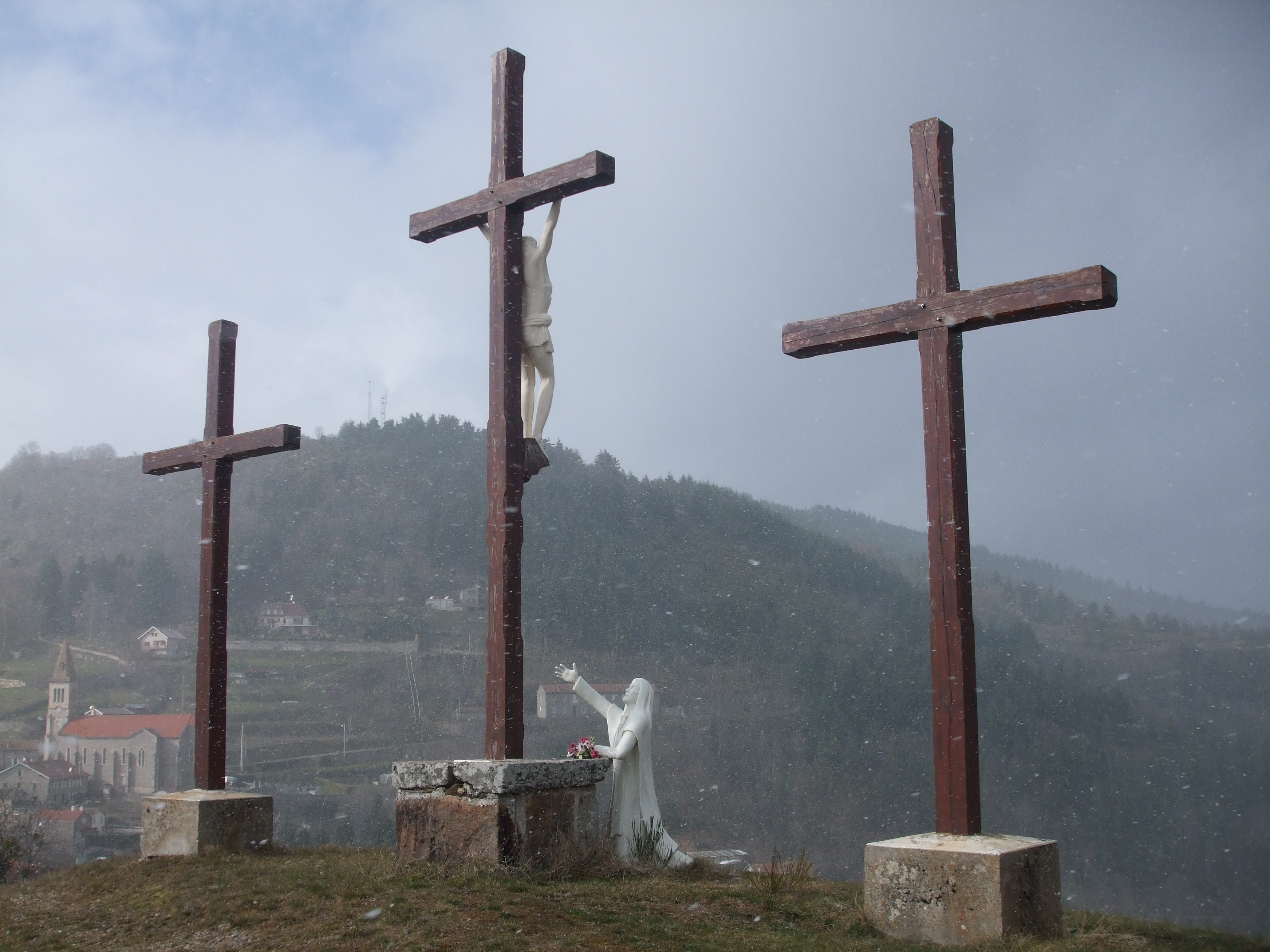
Calvaire de Rochepaule.

- Ancienne maison forte de La Fayolle, XVe siècle. Cet édifice  était la résidence de la famille seigneuriale de La Fayolle.
- Églises rattachées à la paroisse catholique Saint-Agrève-en-Vivarais[25] : Saint-Jean-Baptiste située au chef-lieu et Notre-Dame de l'Assomption à La Chapelle-sous-Rochepaule.
- Calvaire de Rochepaule, ensemble monumental religieux érigé par le prêtre Pierre Vigne en 1707 et restauré au XXIe siècle[26].

### Faune
Rochepaule est une commune internationalement réputée pour la richesse de sa myrmécofaune, avec plus de 60 différentes espèces de fourmis recensées (environ 0,46 % des espèces de fourmis connues,) sur 34 km2 en seulement quelques années,.

### Personnalités liées à la commune
Reine Francon née à Rochepaule en 1770, et morte à Saint-Étienne (Loire) le 22 décembre 1842. A dirigé l'hospice de la Providence à Saint-Étienne.

### Héraldique
|  | Rochepaule possède des armoiries dont l'origine et le blasonnement exact ne sont pas disponibles. |